# 中国农村专业技术协会
中国农村专业技术协会是中华人民共和国农村专业技术工作者组成的群众性学术团体，是中国科学技术协会主管的社会团体，1995年11月8日在北京市成立。